# Rk 95 TP突擊步槍
M 95/7.62 RK 95 TP步槍（芬蘭語：RynnäkköKivääri 95，Taittoperä，解作「摺疊槍托」，全意為「95式摺疊槍托突擊步槍」）是芬蘭國防軍的制式7.62×39毫米口徑突擊步槍，由薩科公司進行研發與生產。

## 發展緣由
RK 95TP步槍的產生原因主要是針對Rk 62步槍的操作缺點與缺乏再進化的空間而衍生出的新設計。在彈藥款式不改變的情形下，從1988年到1990年的時間內薩柯進行對於Rk 62步槍的再設計，並製造出原型槍Rk 90步槍。Rk 90步槍顯然是把所有Rk 62步槍應該再改善與加強的部份通通作廣泛的改善與修正，包括：
- 保險與射擊控制鈕；槍身機匣左側增添這個機件的撥桿，使的射手得以使用右手大拇指撥動進行開保險，半自動／全自動射擊模式的調整。
- 槍機拉柄重新設計成一個往上的仰角；原來的Rk 62步槍與Rk 76步槍的拉柄都是水平式的，好處是用金屬削切就能加工製造成槍機與拉柄為一體，但是在使用上來說，射手必須用左手將新彈匣裝入步槍後，右手將槍面轉水平朝左槍口指向側斜前方，於是左手握持前護木後，右手的拳眼再去拉動拉柄然後右手才會回到準備射擊的握柄位置。Rk 95步槍將拉柄改為上揚的角度後，射手槍面左轉45°，槍口朝上，左手直接橫過槍面以拳眼推握拉柄朝後就可以完成待發狀態。這個重新設計的拉柄節省了至少兩個程序與動作，在激戰中替官兵掌握更快的還擊程序與節奏。此外新的拉柄改為滾軸式，雖然在加工上增加製作手續，但是對於射手而言操作變的更平順而人性化。
- 照門改為滑動式，可依照距離150，300，以及400公尺進行調整。Rk 90步槍的照門同樣採用可翻滾式（flip-up）的覘孔式（aperture）照門，附帶有迷你氚瓶，因此當季節進入北極圈的永夜冬季或者氣候轉變為昏暗時，射手得依賴氚的放射性螢光指示對目標進行瞄準。
- 管狀槍托依照SG 540突击步枪的設計改為對折收納式，絞鏈加裝一個彈簧鎖（latch）協助槍托展開後的定位。

Rk 90步槍在芬蘭軍方進行測試後，根據測試結果再作了一些小幅度的改變。比較令人感到詫異的是原來的左右開弓保險與射擊控制鈕被正式廢除，還有三段式依距離可調照門又被修改為150米與300米兩段式可調照門，延續原來Rk 62步槍的設計。在完成這些修正以後，Rk 90步槍就正式投入量產，並且重新被芬蘭陸軍命名為7.62 Rk 95 TP步槍。

## 細節介紹
Rk 95步槍的槍機只依賴兩個強大的鎖耳（lug）進行旋轉閉鎖與旋轉開鎖的程序，因此在生產上減少了許多手續增加製造速度。當槍機旋轉開鎖向後滑行到定位後，頂殼針自然就把擊發的彈殼推開完成拋殼。Rk 95步槍的保險操作與AK步槍相同，當保險掣片維持水平狀時為關保險狀態；將掣片向下扳動一格到槍身上連續三個“···”符號的定位並拉動槍機後，Rk 95步槍就維持在全自動發射模式；再搬動掣片向下一格到“·”符號的定位，Rk 95步槍就維持在半自動射擊模式上。
Rk 95步槍與Rk 62步槍一樣都使用聚合物（polymer）彈匣，本身空重約160g，載彈量為30發，並有彈匣扣讓射手改為並排彈匣使用；並且也可以直接使用在AK步槍上。
Rk 95步槍還有一點值得一提的就是薩柯特別設計了一個多功能的防火帽與可調節式瓦斯閥門。以作為一把步槍的防火帽而言，RK 95步槍的多功能防火帽成功地將射擊時槍口上揚減到射手可控制的範圍，並且有效地宣洩射擊時產生的瓦斯與火花。相较于AK步枪，它的防火帽在昏暗的环境中更利于隐藏射手的确切位置，从而可以避免招致地方还击的炮火。如果有發射槍榴彈的戰術需求，槍榴彈可直接安座於防火帽上而無須再進行相關套件的改裝與以配合，因此在滿足戰術性需求與反應上使芬蘭陸軍官兵享有極佳的效率。
至於Rk 95步槍發射槍榴彈時必須要使用槍榴彈推進彈（空包彈的一種，一樣沒有實彈彈頭，彈殼頸以內收五花瓣封存爆炸力強大的火藥），並且調節可調節式瓦斯閥門以協助步兵進行槍榴彈發射，確保槍榴彈能獲得最大推力。可調節式瓦斯閥門位於準星座下方，當調節閥駐銷與槍管垂直時，得進行步槍子彈射擊；將駐銷轉為與槍管水平時，得進行槍榴彈發射。這個瓦斯調節閥說穿了只是截斷射擊時瓦斯對活塞的傳導，使瓦斯專注於推動槍榴彈。如果在射擊步槍子彈時沒有將瓦斯調節閥轉回正常模式，Rk 95步槍就會變的跟栓式步槍沒有兩樣，射擊後射手必須自行拉動拉柄向後拋殼與鬆脫拉柄讓槍機再進彈。也由於瓦斯「不再回饋分享力量給活塞進行推動槍機」，在此模式下射擊步槍子彈後座力會變的更明顯，不過子彈射程與威力也會提升，在非常態與特殊情形下，Rk 95步槍可勉強充當栓式狙擊步槍，最多充作精確射手步槍（Designated Marksman Rifle）；因為槍管受到護木套緊實地包覆因此射擊後的震動無法迅速排除，連帶影響到下一發的精準度。
可調節式瓦斯閥門並不是什麼很特別的設計；在M14步槍上也有同樣的設計與功能，然而M14步槍發射槍榴彈時槍口必須加裝槍榴彈發射套筒，安裝時將套筒套入防火帽然後將固定長方形套環套入刺刀座後方以螺釘鎖緊固定，不論安裝／拆卸槍榴彈發射套筒與發射槍榴彈上都沒有特別簡便，尤其在全自動或者長期射擊後要忍受槍管的高溫並避免燙傷，也無法上刺刀再行白刃戰；RK 95步槍得於槍榴彈發射後可直接上刺刀進行白刃突擊。
Rk 95步槍的防火帽上有工具槽設計，可以用六角扳手或者鯉魚鉗將防火帽拆除後安裝滅音器進行特種任務（雖然步槍射程因此而縮短但是精準度會因此提高），或者裝置空包彈助退器協助部隊進行安全的軍事演訓。
使用Rk 95步槍照門的方法如同使用M16步槍／M4卡賓槍系列一般，當目標距離較遠時只要將「L」型照門用手指向後扳就可以射擊；準星一樣可調，左右調整抗風偏，上下調整改仰角。關於這一點有必要稍微再與以解釋Rk 95步槍與AK步槍的精準度差異性；由於AK的照門座於前護木後方，而Rk 95步槍的照門與機匣蓋為一總成，先不論何者產製工法為優，以準星到照門的瞄準線長度而言，瞄準線較長者均優於瞄準線較短者；短瞄準線的特殊現象包括準星因為距離的關係而呈現放大的作用抵擋視覺，造成射手普遍瞄準目標下緣並做為瞄準的基準。SA80步槍較為人詬病的部份就是如果SUSAT光學瞄準鏡發生故障甚至鏡片破損，原來只有一個巴掌寬度長的瞄準線實在比沒有瞄準裝置的步槍本身好到哪裡去。
同理，AK步槍的瞄準線較Rk 95步槍短約1/3~1/4左右，持用AK步槍受限於照門前移以及瞄準線短的狀況下，射手不自覺從照門後偏移的角度對正準星進行瞄準並向下修正，加之AK步槍子彈著分佈可高達3MOA，因此反映出AK步槍所象徵的戰術思想為火力壓制（其原本機械結構也無能為力提升射擊精準度）。Rk 95步槍依舊延伸芬蘭部隊的戰術思想，由於芬蘭地狹人稀資源不足，因此對於射擊精準度的要求其來有自，因此不僅僅是在產製上要求Rk 95步槍得維持機件的精確度，並且於瞄準線的設計上與彈著的分佈上得配合並達到對於精準射擊的標準與要求。所以簡單地說與其說AK是一款步槍，不如說AK比較像是偏向冲锋枪與机枪設計與結構的步槍，提升AK步槍層次的部份都是由芬蘭的重新設計而實現在Rk 62/76/95等步槍上。
Rk 95步槍也可採用瞄準輔助配件，例如Trijicon ACOG光學瞄準鏡。放大倍率依照型號不同從基本1.5倍到5.5倍，瞄準線是日間使用集光刻度線（fiber optical light-gathering rail）配合氚螢光於夜間使用，RK 95步槍在槍身左側將固定架鎖定後即可以跨夾的方式安裝使用。如果是執行夜間特種勤務或任務，原來的固定架還可以改加裝Patria VV2000夜視鏡與以射擊瞄準協助。當瞄準鏡／夜視鏡安裝後，槍托上還可以扣夾托腮架協助射手瞄準。

## 與Rk 62的分別
以下是Rk 95 TP與Rk 62的分別：
- 新型摺疊槍托（類似SG 540步槍）。
- 新型消焰器，具有良好抑制槍口上揚（英语：Muzzle rise）的功能。
- 新型握把。
- 加大扳機護弓，穿戴上防寒手套仍可快易操作。
- 改變整體配重平衡；重心位置前移。
- 可依照需求加裝多种戰術配件，例如紅點瞄準鏡、低倍率放大瞄準鏡、兩腳架、戰術燈（tactical flashlight）、夜視儀、甚至是榴彈發射器及滅音器。
- 與M16相同的刺刀架座。
- 前後準星位置改變，避免了Rk 62翻開氚光夜視照門所出現的問題。
- 新型槍口消焰制退器可發射槍榴彈，槍榴彈具有10至20米破片殺傷範圍，Rk 95 TP亦改用新型空包彈助退器（安全裝置）。
- Rk 95 TP改進了射擊模式選擇鈕位置。
- 槍托內置三合一式槍支清潔用具，可利用彈匣作為工具以螺旋方式取出。

## 衍生型
Rk 95 TP衍生型為固定槍托的半自動民用型的Sako M92S，不過使用彈藥被改為採用北約5.56 x 45毫米彈藥。M92S步槍使用30發裝塑料彈匣，照門被修改為200與400公尺固定兩種射擊距離調整模式，只能半自動射擊，槍管改為四條右旋陰膛線，繞距被修改為185厘米（1：7），不過槍口初速仍然高的驚人，維持在920公尺／秒。

## 使用國
- 芬兰
- 乌克兰：2022年烏俄戰爭由芬蘭軍援。

## 外部連結
- （英文）—芬蘭國防軍主頁的RK 95 TP介紹 （页面存档备份，存于）
- （英文）—Gunwriters M95突擊步槍介紹（页面存档备份，存于）
- （中文）—槍炮世界—Sako M95 / Rk.95TP